# Capela Real de Madrid
A Capela Real (em castelhano) é um edifício religioso católico no Palácio Real de Madrid, Espanha . É também uma instituição ligada à casa real espanhola e que é parte fundamental da corte dos reis, embora agora seja usado apenas para cerimônias de estado. O palácio tem 135.000 m 2 (1.450.000 pés quadrados) de área útil e contém 3.418 quartos.É o maior palácio real da Europa . 

## Histórico
O cargo da capela real era presidido pelo capelão do rei, cargo habitualmente ocupado pelo Patriarca das Índias Ocidentais, cuja cátedra estava instalada na capela do palácio real de Madrid. Desde a criação da diocese de Madrid-Alcalá em 1885, o Patriarcado e a capela real eram reunidos na pessoa do Bispo de Madrid. O palácio é propriedade do estado espanhol e administrado pelo Patrimônio Nacional , uma agência pública do Ministério da Presidência . 

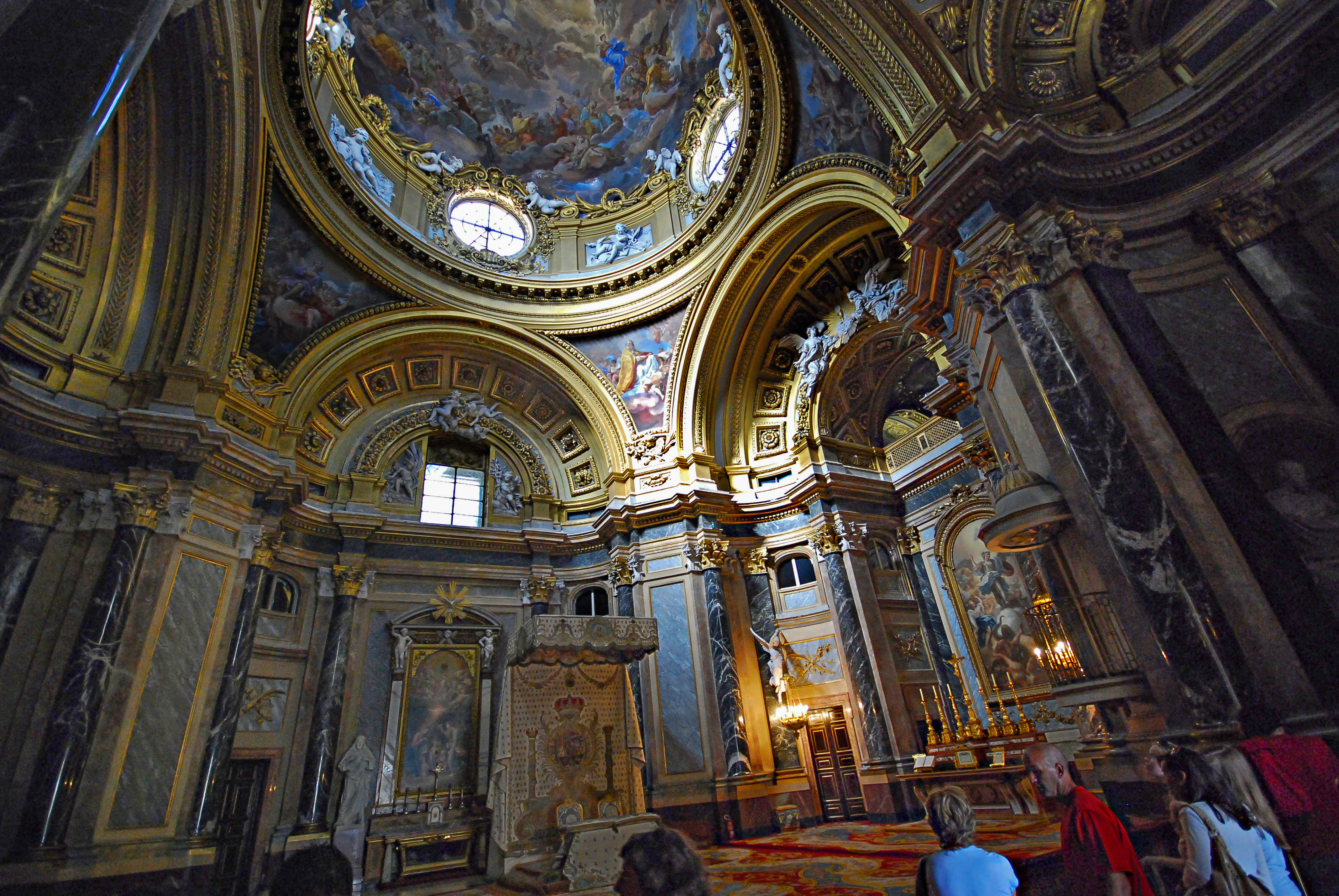
Interior.